# Homeworld
Homeworld — відеогра, стратегія в реальному часі, розроблена компанією Relic Entertainment та видана в 1999 році компанією Sierra Entertainment. Гра стала першою повністю тривимірною стратегією в реальному часі.
Сюжет оповідає про подорож космічного флоту народу кушанців, що шукає свою батьківщину, звідки його предків було вигнано імперією Таіідан. Кушанці кидають виклик могутній імперії та в дорозі довідуються правду про своє забуте минуле.
Перевидання всієї серії Homeworld — Homeworld: Remastered, з оновленою графікою та керуванням, було видано 26 лютого 2015 року.

## Ігровий процес

Навігація кораблів біля Материнського корабля

Як і більшість представників свого жанру, Homeworld пропонує гравцеві керувати розвитком бази, збирати ресурси, створювати війська і спрямовувати їх на знищення противника. Особливістю Homeworld є те, що вона, будучи стратегією в реальному часі, використовує повністю тривимірний простір. В ході космічних боїв кораблі можуть атакувати не тільки з боків, з переду або з тилу, але і зверху чи знизу. В космічному просторі гравець створює флоти для боїв та добування ресурсів, здійснює маневри. Кораблі можна вишиковувати в бойові побудови. Наприклад, «Стіна» чи «Сфера». Для огляду всього поля бою призначений спеціальний тактичний режим. У ньому кораблі позначаються піктограмами та окреслюється простір дії сенсорів із вказівками відстаней.
Спеціальні судна здійснюють збір ресурсів (RU, resource units), що доставляються на Материнський корабель-носій — аналог морського авіаносця, який виробляє більшість суден, крім найбільших, або спеціальний окремий корабель-носій. Як такого, традиційного будівництва в грі немає, більшість впроваджень технологічних вдосконалень і замовлень військ відбувається на Материнському кораблі. Проте гравець повинен створити принаймні один окремий дослідницький корабель для вивчення нових технологій. Що більше є дослідницьких кораблів, то швидше триває дослідження. На відміну від Homeworld 2 і Homeworld: Remastered, в оригінальній грі дослідження не вимагає ресурсів. За сюжетом деякі технології крім того купуються, вимінюються або захоплюються.
Бойові кораблі виробляються на Материнському кораблі або кораблі-носії. Існує декілька класів кораблів — від дрібних суден-винищувачів до величезних крейсерів, у кожного виду яких своя бойова роль. Практично всю гру необхідно використовувати війська різних типів, оскільки вони не є універсальними. До прикладу, важкі крейсери потужні, але повільні і вразливі до дрібних швидких винищувачів. Дрібні судна вимагають дозаправки і можуть бути розміщені в Материнському кораблі або на носії, великі кораблі дозаправки не вимагають.
В Homeworld всі війська і ресурси переходять з однієї місії в іншу, що вимагає добування всіх можливих ресурсів на поточній карті і якомога заощадливішого витрачання наявних запасів. У цьому сенсі значно допомагає можливість захоплення ворожих суден, причому ШІ цим прийомом не користується, крім місій, в яких захоплення суден противником обумовлено сюжетно. В результаті в фінальному бою на стороні кушанців може битися флот, який цілком складається з кораблів, створених іншими цивілізаціями. В оригінальній грі (але не в Homeworld: Remastered) в сюжетній кампанії можна обирати за кого грати: за кушанців або імперію Таіідан. Це втім не впливає на сюжет, а тільки на дизайн кораблів і їхні спеціальні можливості.

## Сюжет

### Передісторія
Люди пустельної планети Карак (англ. Kharak), кушанці, всю свою історію жили у впевненості, що з'явилися в іншому світі. Існувала так звана Загадка Походження, яку намагалися пояснити як релігія так і наука. Зі становленням цивілізації з'ясувалося, що різні клани Караку походять від однієї культури, а мови розвинулися з єдиної початкової. Також з'ясувалася невідповідність ДНК людей та місцевих форм життя. Коли кушанці вийшли в космос, вони знайшли численні уламки невідомих об'єктів, які проте нічого не пояснювали. Одного разу через збій в роботі орбітального супутника в пустелі Караку було виявлено залишки міста навколо останків величезного космічного корабля. Послана експедиція знайшла між уламками артефакти: Вказівний камінь (англ. Guidestone) і Гіпердвигун. Вказівний камінь містив зображення галактики зі вказівником на місце недалеко від її ядра. Це місце було підписано словом Хіігара (англ. Hiigara), що на всіх мовах Караку означало «дім».
Населення планети згуртувалося через це відкриття і, використавши знайдені технології, взялося за побудову космічного корабля, щоб повернутися на батьківщину в центрі галактики. Будівництво зайняло багато десятків років, за той час кілька сотень тисяч людей з 300-мільйонного населення планети стали добровольцями для подорожі. Як комп'ютер основного судна було використано жінку Кáран С'Джет, під'єднану до систем корабля.

### Дія
Гра починається в пробного запуску Материнського корабля до краю планетної системи, де гравцеві пропонується пройти першу тренувальну місію для освоєння основ управління флотом. Там флот має отримати дооснащення від корабля «Кар-Селім», але він виявляється знищений невідомим ворогом. Флот атакують пірати-туранці, що пролітали повз. Після відбиття нападу, Материнський корабель спішно повертається на орбіту Караку, але застає рідну планету спустошеною. Все населення було кимось винищене, за винятком 500 тис. майбутніх колоністів Хіігари на космічних баржах, котрі перебували в анабіозі. Баржі атакуються кораблями, після захоплення одного з яких стає зрозуміло, що насправді люди давно розселені по всій галактиці та поділені на кілька фракцій. Війну проти кушанців веде стародавня імперія Таіідан, яка кілька тисячоліть тому вигнала їхніх предків з Хіігари за злочини і наклала заборону на використання гіпердвигуна під загрозою винищення, якщо гіпердвигун буде створено. Оскільки повертатися більше нікуди, флот на чолі з Материнським кораблем береться за виконання своєї основної місії — подорожі на Хіігару, та планує відплату за Карак.
Материнський корабель виходить в астероїдному поясі навколо системи Караку, щоб зібрати ресурси і підготуватися до битви. В процесі збору з'являється торговий корабель бентусі, котрі вимінюють цінні технології і непоміченими покидають систему. Кушанці розбивають ворожі кораблі, після чого проходять крізь метеоритний потік і знову зустрічають бентусі, які повідомляють, що далі за курсом лежить туманність, з якої ніхто не повертався. В туманності Материнський корабель стикається з так званою Сторожою садів Кадешу, яка пропонує приєднатися до них, а після відмови атакує. Спроба втечі провалюється, бо тамтешні жителі створюють перешкоди для гіпердвигуна. Кушанці руйнують генератори перешкод і виявляють, що мають зі Сторожею спільних предків — вони також вигнанці з Хіігари.
Вийшовши з гіперстрибка в глибокому космосі, кушанці стикаються з автоматизованим стародавнім кораблем, який бере під контроль великі судна, але пропускає малі. Знешкодивши корабель, кушанці передають інформацію з нього прибулим бентусі, за що ті обіцяють скликати Галактичну Раду для вирішення права повернення на Хіігару. Для подальшого просування флот знищує заставу імперії. Імператор дізнається про допомогу кушанцям від бентусі та наказує знищити торговців. Материнський корабель рятує бентусі, котрі в подяку розповідають, що жителі Хіігари боролися проти імперії, за що їх і було депортовано в різні регіони на досвітлових кораблях. Однак відважна боротьба кушанців надихнула на створення пророцтва, що коли ті повернуться, імперія буде знищена.
Імперія тим часом влаштовує пастку, яка змушує Материнський корабель екстрено вийти з гіперпростору і вступити в бій. Та цей план провалюється, а кушанці отримують союзника в особі повстанця Елстона. Він обіцяє допомогти, якщо кушанці доставлять його до передатчика, звідки можна послати сигнал усім повстанцям для одночасного виступу проти імперії.
Материнський корабель виходить в районі Кладовища Кароса, космічного звалища. Обстежуючи космос біля Хіігари, кушанці знаходять гіперпросторову браму, крізь які Таіідан підтягує підкріплення. Кушанці знищують браму, після чого здійснюють стрибок в систему Хіігари. На заваді стає ворожий флот і астероїд, перетворений на зброю, щоб збити Материнський корабель. Подолавши й ці сили, флот на чолі з Материнським кораблем вступає в останній бій на орбіті Хіігари. Імператор дистанційно вимикає життєзабезпечення Каран С'Джет і посилає могутній флот, але зрештою зазнає поразки.
Гра закінчується оглядом подій після повернення кушанців у рідний світ. Галактична Рада повернула права кушанців на Хіігару. Численні колоністи, які перебували в анабіозі і не бачили ні загибелі Караку, ні шляху звідти на Хіігару, були пробуджені. Символи колишньої імперії знищили і почалася нова епоха історії галактики. Врятована Каран С'Джет виходить до народу, що знайшов нарешті рідний світ.

## Розробка

Ілюстрація Кріса Фосса, 1977 р.

Homeworld стала першим проєктом для компанії Relic Entertainment, заснованої у Ванкувері 1 червня 1997 року. Засновник компанії, 22-річний Алекс Гарден і Люк Молоні виступали керівниками розробки, Ерік Дейлі був головним дизайнером, а Ааарон Кембейц провідним художником. Письменник Девід Вільямс створив основу сюжету, що був доповнений Маркусом Сірулісом, тоді як Арінн Дембо написав сюжетне тло.
Спочатку гра не задумувалася як стратегія в реальному часі, а як подоба Star Wars: X-Wing з іншою перспективою. Тоді як в тій грі подавався вигляд з кабіни космічного винищувача, в Homeworld це був вид ззовні. Та згодом було ухвалено, що для підтримки такої концепції саме жанр стратегії підходить найкраще. Джерелами натхнення в сюжеті слугували оригінальна трилогія «Зоряних воєн» і серіал «Зоряний крейсер „Галактика“» (1970). Візуальний дизайн черпав натхнення з ілюстрацій Пітера Елсона, Кріса Фосса, Джона Гарріса, манґи Масамуне Сіро, а також дизайну «Зоряних воєн». Вертикальний дизайн Материнського корабля було обрано як орієнтир в горизонтальній площині галактики. Розфарбовування кораблів приймалося на основі їх використання, щоб ці апарати були впізнавані завдяки смугам на корпусах і при цьому мали реалістичні деталі.
Музику написав Пол Рускай та студія Studio X Labs, заснована ним у 1998 році. Крім його оригінальних композицій, було використано «Адажіо для струнних» Семюеля Барбера в сцені загибелі Караку, але пізніше її обробка стала головною музичною темою всієї гри. «Адажіо для струнних» запропонував Гарден, почувши її по радіо. Її версію для Homeworld виконав хор Університету Каліфорнії. Закриваюча композиція гри «Homeworld (The Ladder)» була записана гуртом «Yes», що перебуваючи у Ванкувері прочитав про розробку Homeworld, і її вокаліст Джон Андерсон звернувся до розробників, висловивши бажання створити пісню на тему гри.
Передбачалося, що Homeworld вийде в 1998 році, проте Гарден визнав якість гри недостатньою, що зумовило її вихід наступного року.

## Оцінки й відгуки
| Агрегатор  | Оцінка   |
| ---------- | -------- |
| Metacritic | 93 / 100 |

| Видання                 | Оцінка   |
| ----------------------- | -------- |
| Computer Games Magazine | 4.5 / 5  |
| Computer Gaming World   | 4.5 / 5  |
| Eurogamer               | 9 / 10   |
| GamePro                 | 4.5 / 5  |
| GameSpot                | 9 / 10   |
| GameSpy                 | 93 / 100 |
| IGN                     | 9.5 / 10 |

Homeworld здобула загальне визнання, отримавши середню оцінку на агрегаторі Metacritic 93 зі 100. Вона посіла № 4 в переліку найкращих відеоігор 1999 року. У 2009 році журнал «Empire» включив Homeworld до переліку 100 найвидатніших відеоігор усіх часів, присудивши їй 98-ме місце.
Eurogamer відзначалося спантеличливе на початку керування кораблями в тривимірному просторі, але інтуїтивно зрозумілий інтерфейс і хороша навчальна місія. Зауважувалося, що перенесення флоту від місії до місії надає складності, спонукаючи берегти кораблі, уникаючи кидання їх на ворога в надії пересилити кількістю. На думку редакції, грі бракувало наповнення космосу об'єктами, що компенсується важливістю маневрів.
Згідно з висновком GamePro, «Relic не просто створили цілісну стратегію в реальному часі, але успішно запустили жанр у космос. Ніколи більше не можна буде дивитися на наземні RTS як раніше… Homeworld епічна — епічна своєю історією, графікою і репрезентацією».
GameSpy виділили вражаюче протиставлення чорно-білих заставок і різнобарвного космосу, та багатогранне відчуття тривимірності простору, що доповнюється музикою.
Гра стала новаторською в тому сенсі, що надавала повноцінні переміщення космічних кораблів і літаків у трьох вимірах. У інших стратегіях в реальному часі переміщення літальних апаратів реалізовувалися як переміщення в площині, паралельній до землі. В Homeworld же апарати могли перебувати на різній відстані відносно центру, котрим рахувався Материнський корабель. Крім того, в грі враховувався напрям атаки: лобові атаки завдавали менше шкоди, а флангові більше. Система модулів-доповнень материнського корабля протиставлялася будівництву додаткових споруд навколо центральної споруди у класичних наземних стратегіях.

## Доповнення і продовження
- Homeworld: Cataclysm (2000) — події цього доповнення відбуваються через кілька років після фіналу оригінальної Homeworld, коли в космосі було виявлено корабель, заражений істотою «Звір», що пробудилася і стала поширюватися галактикою.
- Homeworld 2 (2003) — продовження, сюжет якого починається через понад століття після Homeworld: Cataclysm. Галактикою просуваються завойовники Вейгри під проводом Макаана, котрий розшукує три гіперядра, одне з яких належить кушанцям. Для протидії загарбникам запускається новий материнський корабель «Гордість Хіігари».
- Homeworld: Remastered (2015) — HD-перевидання Homeworld і Homeworld 2, що вийшло на ПК 26 лютого 2015 року. Крім підтримки роздільності екрана до 4K і текстур вищої якості, надає деталізованіші моделі кораблів і зміни в ігровому процесі. Камера огляду може рухатися в усіх напрямках, а не тільки в горизонтальній площині. Дослідження нових технологій тут в обох іграх вимагає ресурсів, натомість відбувається швидше. Малі кораблі більше не потребують дозаправки. Кораблі легше уникають зіткнень і захоплень. Всі незібрані ресурси збираються автоматично в фіналі місії. Перевидання підтримує багатокористувацьку гру через Steam і модифікації. Homeworld: Remastered містить також оригінальні Homeworld і Homeworld 2[26].
- Homeworld: Deserts of Kharak (2016) — приквел до Homeworld, який оповідає про боротьбу народів Караку та історію знаходження їхнього корабля[27].
- Homeworld Mobile (2022) — MMO для Android і iOS[28].
- Homeworld 3 (2024) — продовження Homeworld 2, в якому наступниця зниклої Каран С'Джет, Імоджен С’Джет, вирушає на її пошуки, щоб врятувати галактику від поширення аномалії[29].